# 1-Aminocyclopropancarbonsäure
Die 1-Aminocyclopropancarbonsäure (ACC) ist ein Zwischenprodukt bei der Biosynthese des Pflanzenhormons Ethylen. Ausgangspunkt für ihre Synthese ist die Aminosäure Methionin. Die Biosynthese wird im Detail unter Ethylen beschrieben. ACC wirkt auch als partieller Agonist am tierischen NMDA-Rezeptor.